# Milaan-San Remo 1949
De wielerwedstrijd Milaan-San Remo 1949 werd gereden op 19 maart. Het parcours van deze 40e editie was 290,5 kilometer lang.  De winnaar legde de afstand af in 7u 22min 25sec. Fausto Coppi won solo voor zijn landgenoten Vito Ortelli en Fiorenzo Magni.
De eerste Nederlander, Gerard Van Beek, eindigde op de 24e plaats in een groep op 6'01" van de winnaar.

## Deelnemersveld
Er kwamen 174 wielrenners aan de start, waarvan er 72 de finish zouden halen.
| Deelnemende ploegen | Deelnemende ploegen | Deelnemende ploegen | Deelnemende ploegen | Deelnemende ploegen |
| ------------------- | ------------------- | ------------------- | ------------------- | ------------------- |
| Alcyon-Dunlop       | Arbos               | Atala               | Bianchi-Ursus       | Bartali-Gardiol     |
| Benotto             | Bottecchia          | Cimatti             | Dunlop              | Edelweiss           |
| Fiorelli            | France Sport        | Ignis-Frejus        | Ganna               | Garin-Wolber        |
| Legnano             | Metropole           | Olympia             | Riva Sport          | Stella-Dunlop       |
| Tebag               | Viscontea           | Wilier-Triestina    |                     |                     |

## Uitslag
| Milaan–San Remo 1949 |                      |                   |          |
| Plaats               | Naam                 | Ploeg             | Tijd     |
| Winnaar              | Fausto Coppi         | Bianchi-Ursus     | 7u22'25" |
| 2                    | Vito Ortelli         | Olympia           | +4'17"   |
| 3                    | Fiorenzo Magni       | Willier-Triestina | z.t.     |
| 4                    | Italo De Zan         | Atala             | z.t.     |
| 5                    | Vicenzo Rossello     | Legnano           | z.t.     |
| 6                    | Édouard Fachleitner  | France Sport      | z.t.     |
| 7                    | Fermo Camellini      | Riva Sport        | z.t.     |
| 8                    | Ernest Sterckx       | Ganna             | +5'46"   |
| 9                    | Maurice Desimpelaere | Alcyon-Dunlop     | z.t.     |
| 10                   | Silvio Pedroni       | Ignis-Frejus      | +5'50"   |
| 11                   | Ugo Fondelli         | Viscontea         | z.t.     |
| 12                   | Guido de Santi       | Atala             | z.t.     |
| 13                   | Adolfo Leoni         | Legnano           | +6'01"   |
| 14                   | Oreste Conte         | Bianchi-Ursus     | z.t.     |
| 15                   | Gino Bartali         | Bartali-Gardiol   | z.t.     |
| 16                   | Nedo Logli           | Arbos             | z.t.     |
| 17                   | Ferdinand Kübler     | Tebag             | z.t.     |
| 18                   | Francesco Patti      | individueel       | z.t.     |
| 19                   | Pierre Scalbi        | individueel       | z.t.     |
| 20                   | Valerio Bonini       | Benotto           | z.t.     |

1907 · 1908 · 1909 · 1910 · 1911 · 1912 · 1913 · 1914 · 1915 · 1916 · 1917 · 1918 · 1919 · 1920 · 1921 · 1922 · 1923 · 1924 · 1925 · 1926 · 1927 · 1928 · 1929 · 1930 · 1931 · 1932 · 1933 · 1934 · 1935 · 1936 · 1937 · 1938 · 1939 · 1940 · 1941 · 1942 · 1943 · 1944 · 1945 · 1946 · 1947 · 1948 · 1949 · 1950 · 1951 · 1952 · 1953 · 1954 · 1955 · 1956 · 1957 · 1958 · 1959 · 1960 · 1961 · 1962 · 1963 · 1964 · 1965 · 1966 · 1967 · 1968 · 1969 · 1970 · 1971 · 1972 · 1973 · 1974 · 1975 · 1976 · 1977 · 1978 · 1979 · 1980 · 1981 · 1982 · 1983 · 1984 · 1985 · 1986 · 1987 · 1988 · 1989 · 1990 · 1991 · 1992 · 1993 · 1994 · 1995 · 1996 · 1997 · 1998 · 1999 · 2000 · 2001 · 2002 · 2003 · 2004 · 2005 · 2006 · 2007 · 2008 · 2009 · 2010 · 2011 · 2012 · 2013 · 2014 · 2015 · 2016 · 2017 · 2018 · 2019 · 2020 · 2021 · 2022 · 2023 · 2024 · 2025
Lijst van beklimmingen